# Gare de Saint-Aignan - Noyers
Gare de Saint-Aignan - Noyers – stacja kolejowa w Noyers-sur-Cher, w departamencie Loir-et-Cher, w Regionie Centralnym, we Francji.
Jest stacją Société nationale des chemins de fer français (SNCF), obsługiwaną przez pociągi TER Centre, kursujące między Tours, Vierzon i Bourges.